# Nakadachiuri-dōri
Le Nakadachiuri-dōri (中立売通, Nakadachiuri-dōri) est une voie du centre-nord de Kyoto, dans l'arrondissement de Kamigyō. Orientée est-ouest, elle débute au Karasuma-dōri (en) et termine au Shichihonmatsu-dōri (ja), en fusionnant avec l'Ichijō-dōri.

## Description

### Situation

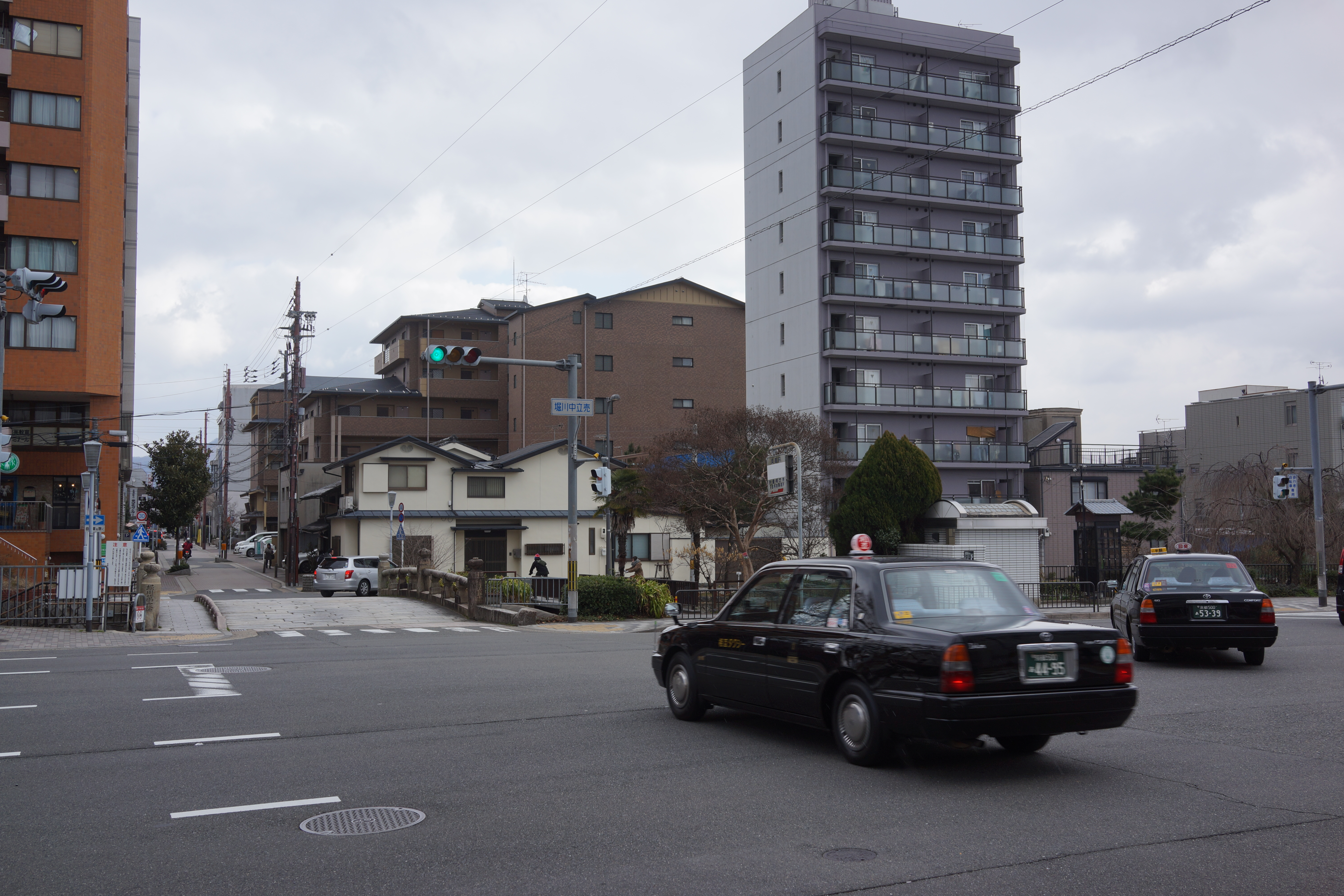
Le carrefour Horikawa-Nakadachiuri, avec le pont Nakadachiuri.

Le Nakadachiuri-dōri est voie du centre-nord de Kyoto situé dans l'arrondissement de Kamigyo, suivant le Kamichōjamachi-dōri (中長者町通) et le Ninnaji-kaidō (仁和寺街道) et précédant l'Ichijō-dōri (一条通). La rue débute au Nakadachiurimon (中立売御門), une des portes du palais impérial, sur Karasuma et termine à Shichihonmatsu, en rejoignant Ichijō.
La rue mesure 1 800 mètres.

### Voies rencontrées
De l'est vers l'ouest. La rue est en sens unique de l'ouest vers l'est de Karasuma à Horikawa, avant de devenir à double sens. Les voies rencontrées de la droite sont mentionnées par (d), tandis que celles rencontrées de la gauche, par (g), en gardant le sens de l'est vers l'ouest.
1. Karasuma-dōri (en) (烏丸通)
2. Muromachi-dōri (en) (室町通)
3. Shinmachi-dōri (ja) (新町通)
4. Nishinotōin-dōri (ja) (西洞院通)
5. Ogawa-dōri (小川通)
6. Aburanokōji-dōri (ja) (油小路通)
7. Rue sans nom
8. Higashihorikawa-dōri (en) (東堀川通)
9. Horikawa-dōri (en) (堀川通)
10. Yoshiyamachi-dōri (葭屋町通)
11. Inokuma-dōri (ja) (猪熊通)
12. Kuromon-dōri (黒門通)
13. Kyūōmiya-dōri (en) (旧大宮通)
14. Ōmiya-dōri (en) (大宮通)
15. Matsuyachō-dōri (松屋町通)
16. (g) Higurashi-dōri (日暮通)
17. Chiekōin-dōri (智恵光院通)
18. Uramon-dōri (裏門通)
19. Jōfukuji-dōri (浄福寺通)
20. Tsuchiyamachi-dōri (土屋町通)
21. Senbon-dōri (en) (千本通)
22. Rokkenmachi-dōri (六軒町通)
23. Shichihonmatsu-dōri (ja) (七本松通)

- Sources : (ja) Université Ritsumeikan Asia Pacific (en), « 近代京都オーバーレイマップ », sur Art Research Center,‎ 2022 (consulté le 24 octobre 2022).

### Transports en commun

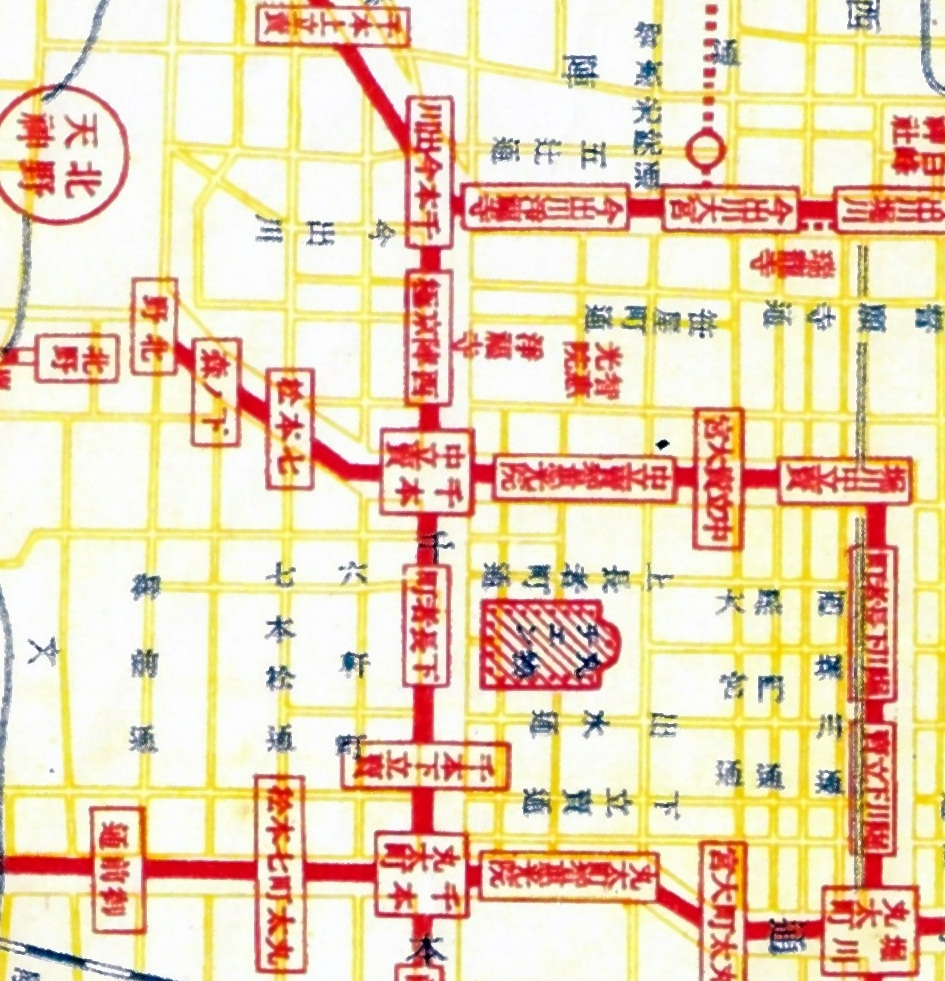
Carte de l'ancien tramway de Kyoto.

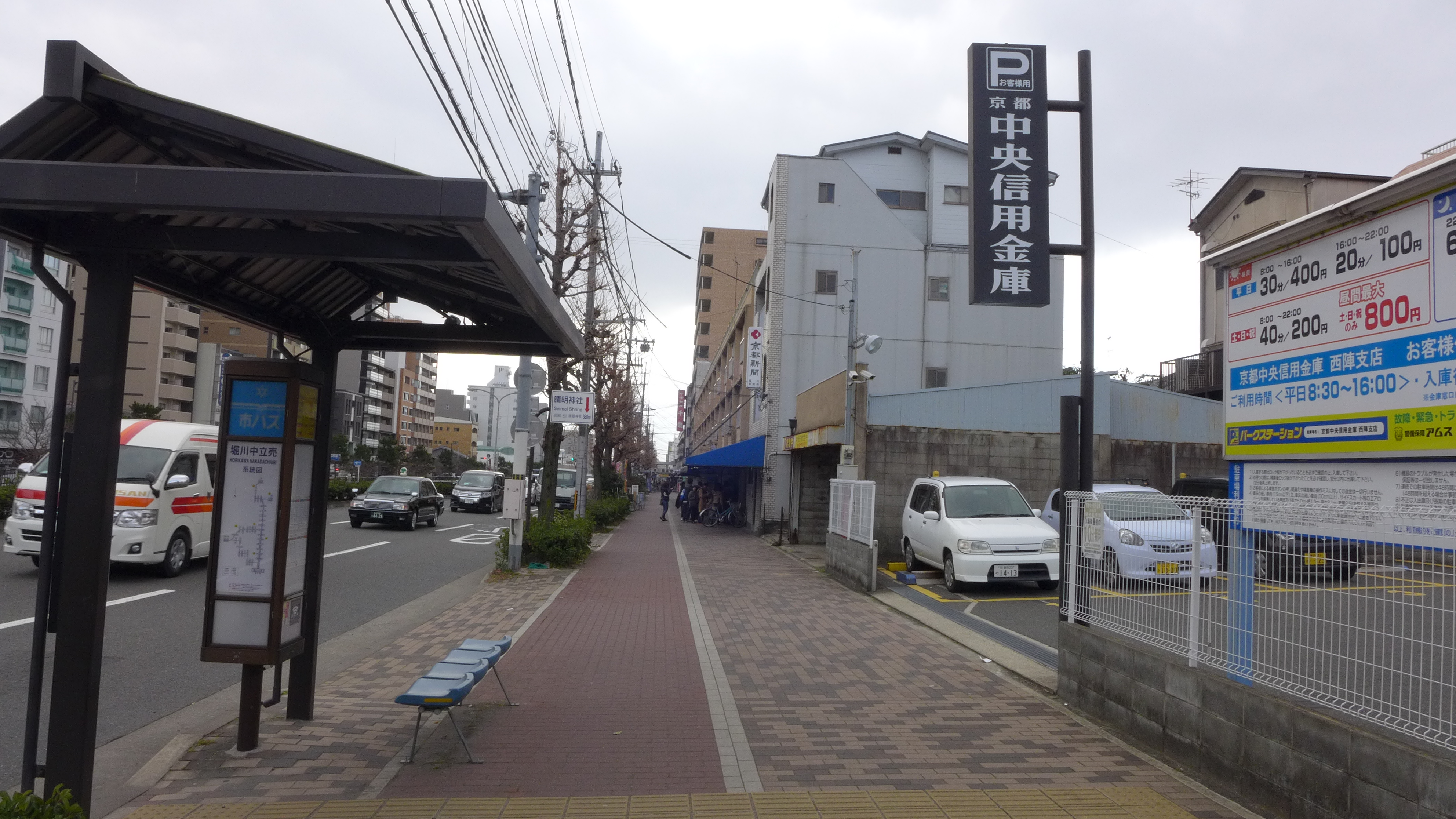
Station d'autobus Nakadachiuri-Horikawa.

Le tramway de Kyoto roulait anciennement sur la rue, de Horikawa jusqu'à atteindre le Kitano Tenman-gū. La ligne 50 du réseau d'autobus de Kyoto (ja) reprend l'ancien tracé du tramway.

## Odonymie
Le nom originel, aujourd'hui retenu dans les noms du quartier Ōgimachi (正親町) et de l'école primaire Seishin (ja) (京都市立正親小学校), vient de l'Ōki no Tsukasa (ja), institution régente de la bienséance des proches de l'empereur.
Le nom actuel, comme ceux de Shimodachiuri et de Kamidachiuri, vient du « Tachiuri » (立売り), une des politiques Rakuichi Rakuza (ja) (楽市・楽座) d'Oda Nobunaga pour promouvoir l'économie. Cette politique consistait à encourager la vente de rue, « Tachiuri » signifiant vendre debout. Ces rues étaient donc très populaires pour la vente de rue.

## Histoire
À l'époque de la ville impériale, la rue correspond à l'allée Ōgimachi (正親町小路, Ōgimachi-kōji), qui mesurait alors 12 mètres de large. À l'époque d'Edo, la rue prend son nom actuel, avec le Shimodachiuri-dōri (下立売通) et le Kamidachiuri-dōri (上立売通). La taille de la rue est alors réduite grandement par Toyotomi Hideyoshi. La partie à l'est de Karasuma est perdue dû à la construction du palais impérial, tandis que la portion à l'ouest d'Ōmiya disparaît pour faire place au Jūrakudai, somptueux palais secondaire pour Toyotomi. La rue était une fierté du daimyō, puisqu'elle permettait de relier ses deux plus grands palais en ligne droite. Finalement, un conflit interne cause la perte du Jūrakudai, et huit ans plus tard, la rue est étendue jusqu'à Senbon. En 1893 s'ajoute une nouvelle extension de Senbon jusqu'à Rokkenmachi et Shichihonmatsu qui permet une connexion diagonale à Ichijō. De 1900 à 1961, des cars du tramway de Kyoto roulaient sur la rue à partir de Horikawa, ce qui explique la largeur assez grande pour avoir des voies dans les deux sens.
La rue reste très passante après Horikawa, mais demeure une petite rue résidentielle pavée de blocs de pierre dans sa portion est.

## Patrimoine et lieux d'intérêt
Entre Ōmiya et Horikawa s'y dressent encore quelques maisons de ville traditionnelles. À l'est, le Nakadachiurimon a été utilisé par des insurgés pour pénétrer dans le palais durant la rébellion des portes Hamaguri en 1864. La porte était aussi empruntée par de riches marchands et nobles pour pénétrer dans le palais. On retrouve l'édifice de l'ancienne école Tachibana pour femmes (ja), devenu le Brighton Hotel.
Près de l'école Seishin se dresse un monument en hommage au Jūrakudai, détruit à la fin du XVIe siècle. À la hauteur de Senbon s'y trouvait aussi le Nishijin Kyōgoku (ja), lieu où se trouvaient les théâtres du quartier Nishijin, disparu depuis 2013. Après Senbon, des rues commerçantes apparaissent des deux côtés de la rue, comme la rue commerçante Kitano (北野商店街). La rue poursuit après en diagonale pour rejoindre Ichijō, mais la rue se poursuit tout de même au nord pour atteindre le temple Kitano Tenman-gū et le Kamishichiken, un des cinq quartiers de geisha de Kyoto.

Quelques monuments sur la rue
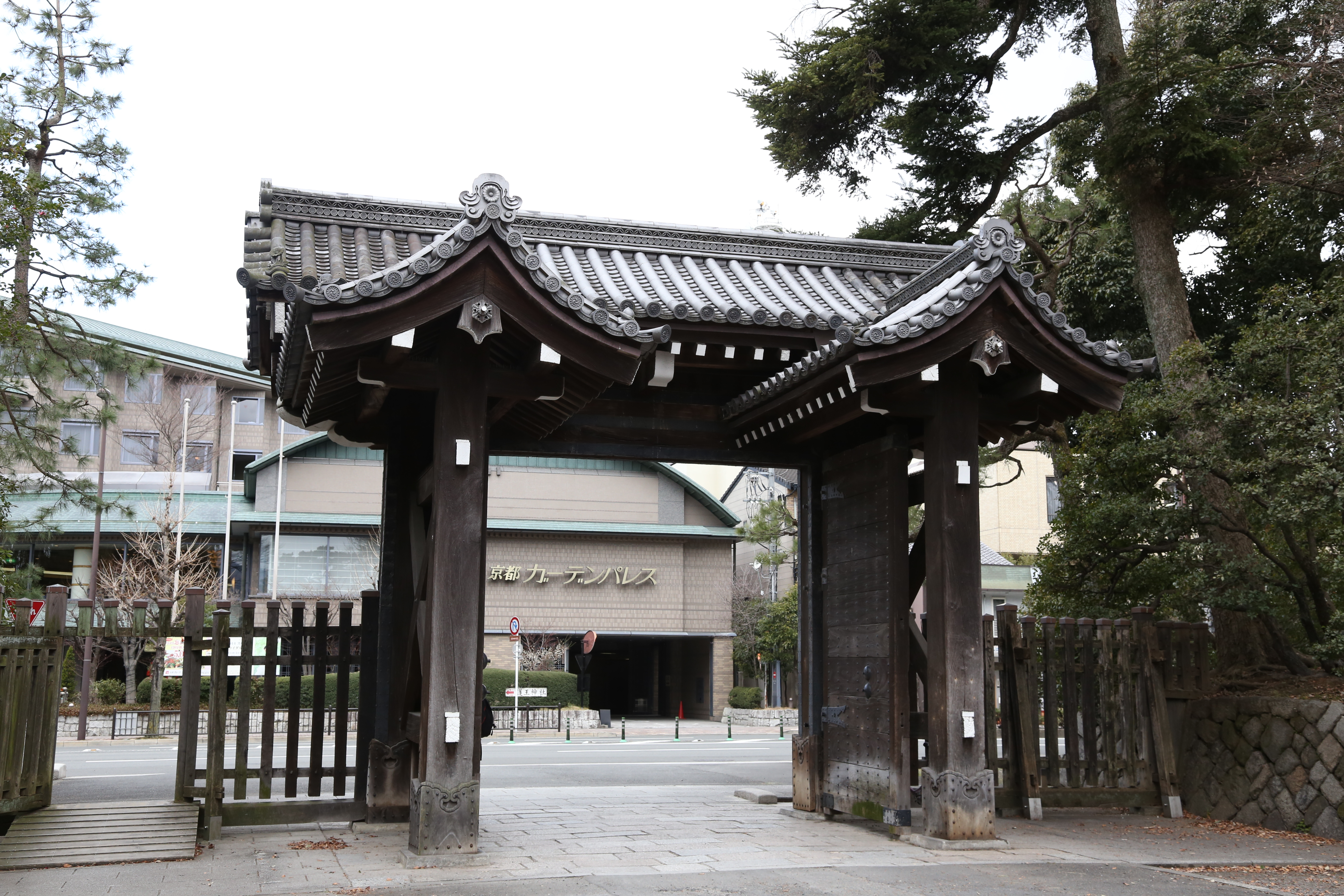
La porte Hamaguri (蛤御門, Hamagurimon?), à 100 mètres au sud de la porte Nakadachiuri.
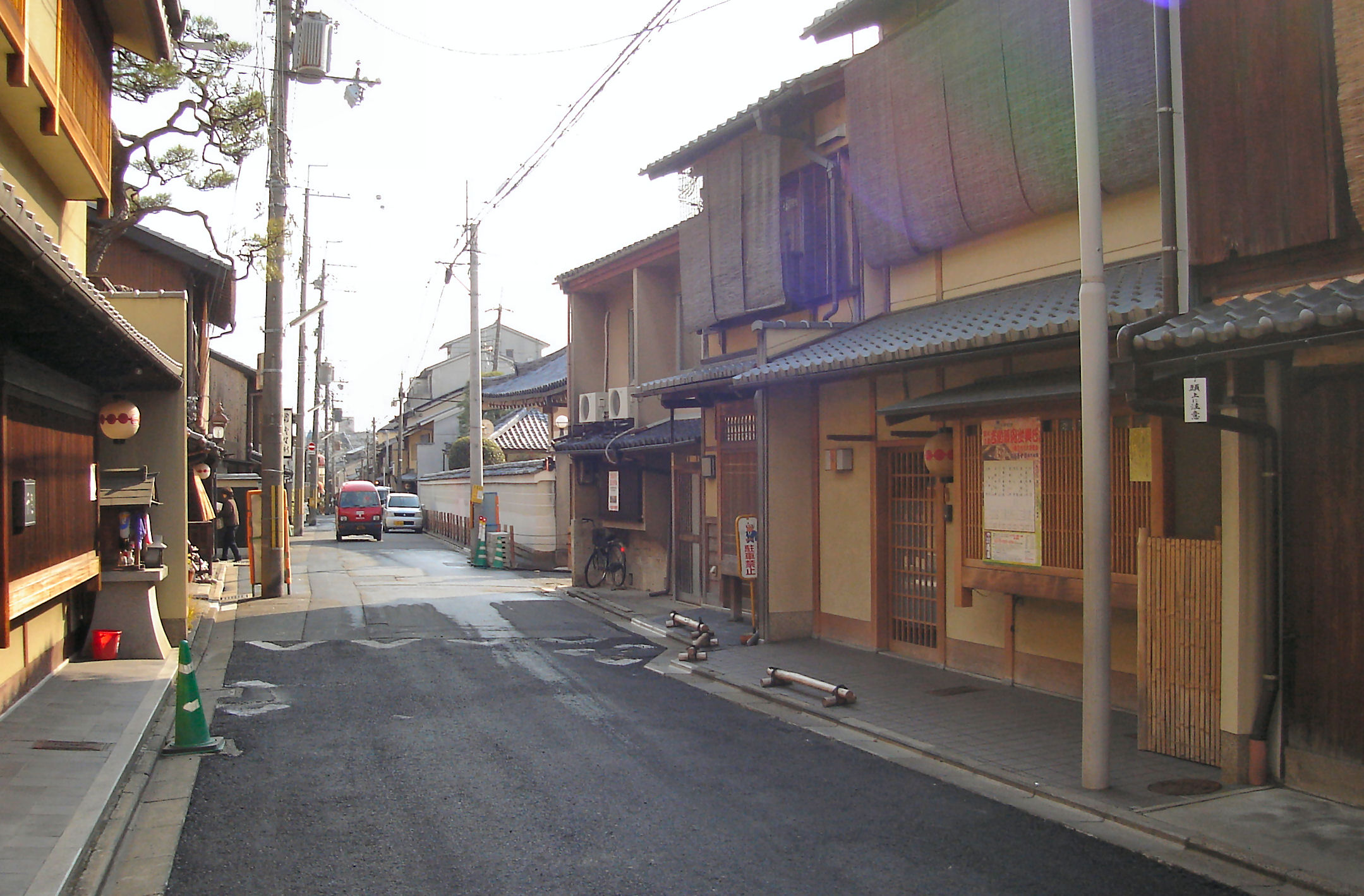
Une rue du Kamishichiken.
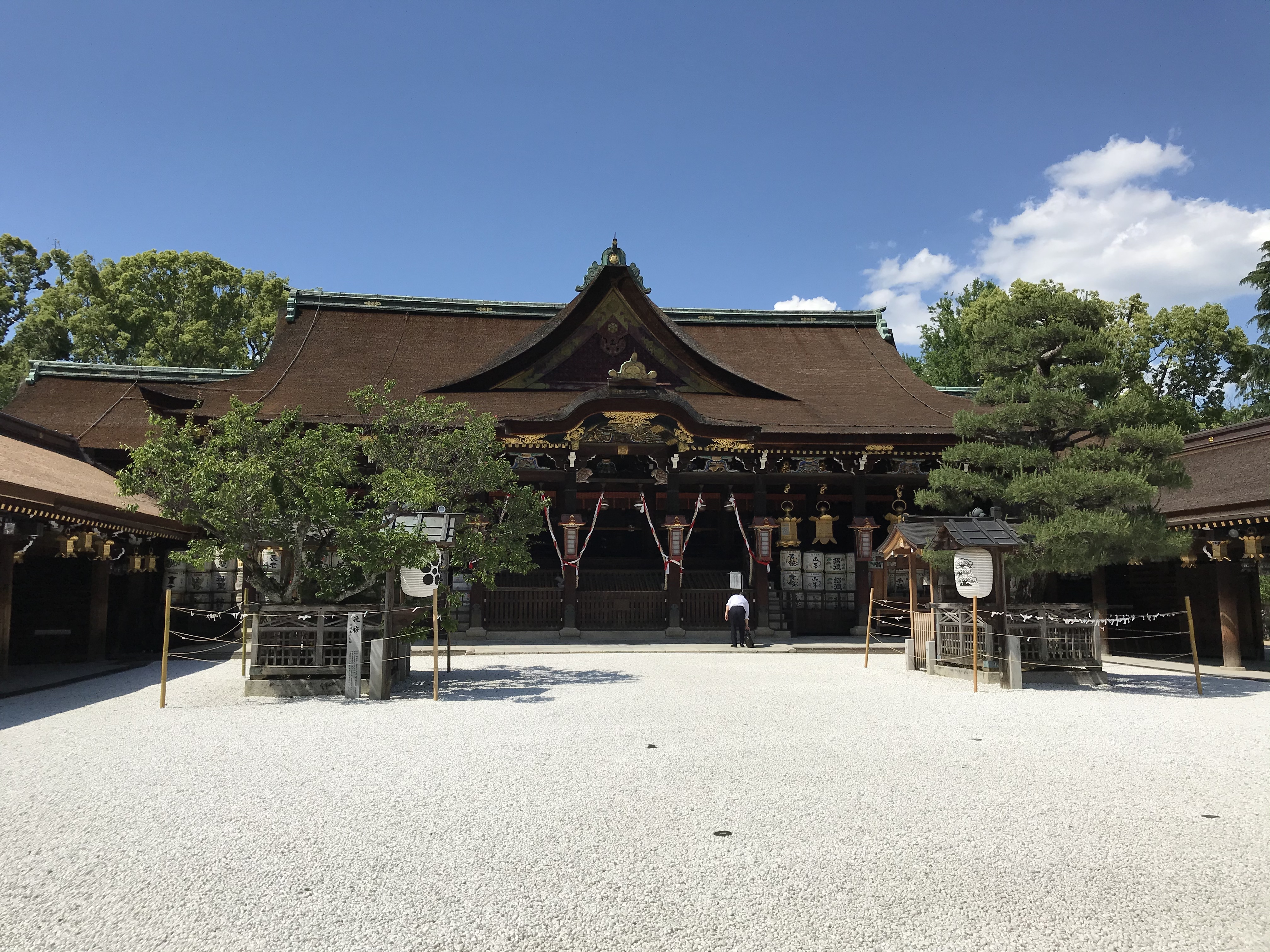
Temple principal du Kitano Tenman-gū.
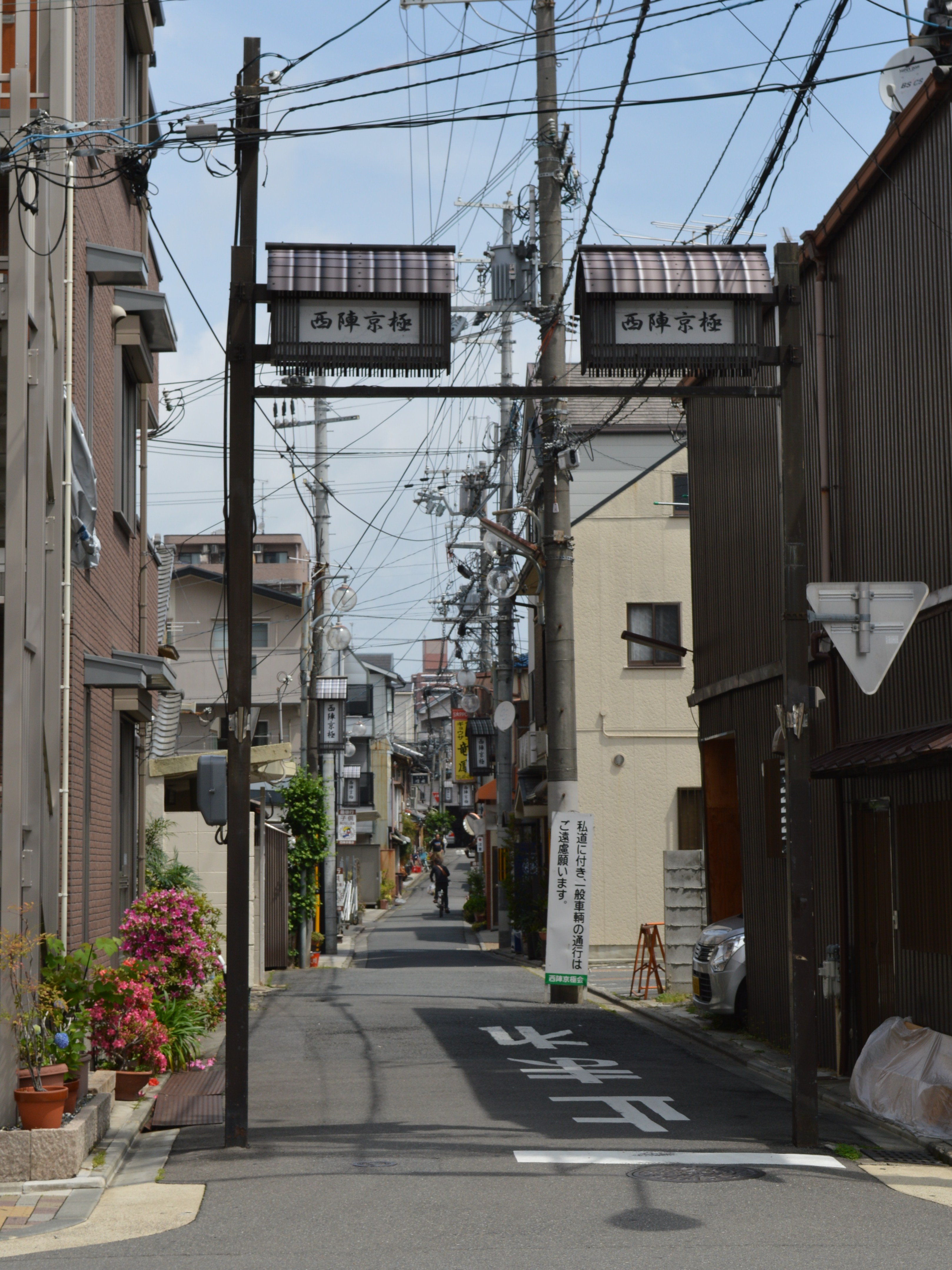
Restants du Nishijin Kyōgoku.

### Webographie
- (ja) « 中立売通 », sur Toshimomi,‎ 11 janvier 2017 (consulté le 24 octobre 2022).